# Hurt: The EP
Hurt: The EP – minialbum brytyjskiej wokalistki Leony Lewis, wydany 9 grudnia 2011 roku przez wydawnictwo muzyczne Syco oraz RCA. Minialbum w edycji standardowej zawiera 3 kompozycje, a w edycji amerykańskiej 4 utwory wokalistki. EP miało na celu zapełnienie luki pomiędzy drugim albumem Lewis – Echo, wydanym pod koniec 2009 roku, a jej trzecią płytą – Glassheart, wydaną w 2012 roku. Materiał zawiera covery przebojów sprzed lat m.in. tytułowe „Hurt”.

## Lista utworów
1. „Hurt” – Trent Reznor – 3:40
2. „Iris” – John Rzeznik – 4:25
3. „Colorblind” – David Bryson, Adam Duritz, Charlie Gillingham, Mattew Malley, Ben Mize, Daniel Vickery – 3:20

Amerykańska edycja
1. „Hurt” – 3:40
2. „Iris” – 4:25
3. „Colorblind” – 3:20
4. „Run”(Single Mix) – Gary Lightbody, Jonathan Quinn, Mark McClelland, Nathan Connolly, Iain Archer – 4:39

## Pozycje na listach
| Lista przebojów     | Pozycja |
| ------------------- | ------- |
| Irish Singles Chart | 15      |
| Szkocja (OCC)       | 7       |
| UK Singles Chart    | 8       |
| UK Digital Chart    | 7       |